# Audi S8
Der Audi S8 ist eine auf dem A8 basierende Sportlimousine der Audi AG.

## S8 (Typ D2, 1996–2002)

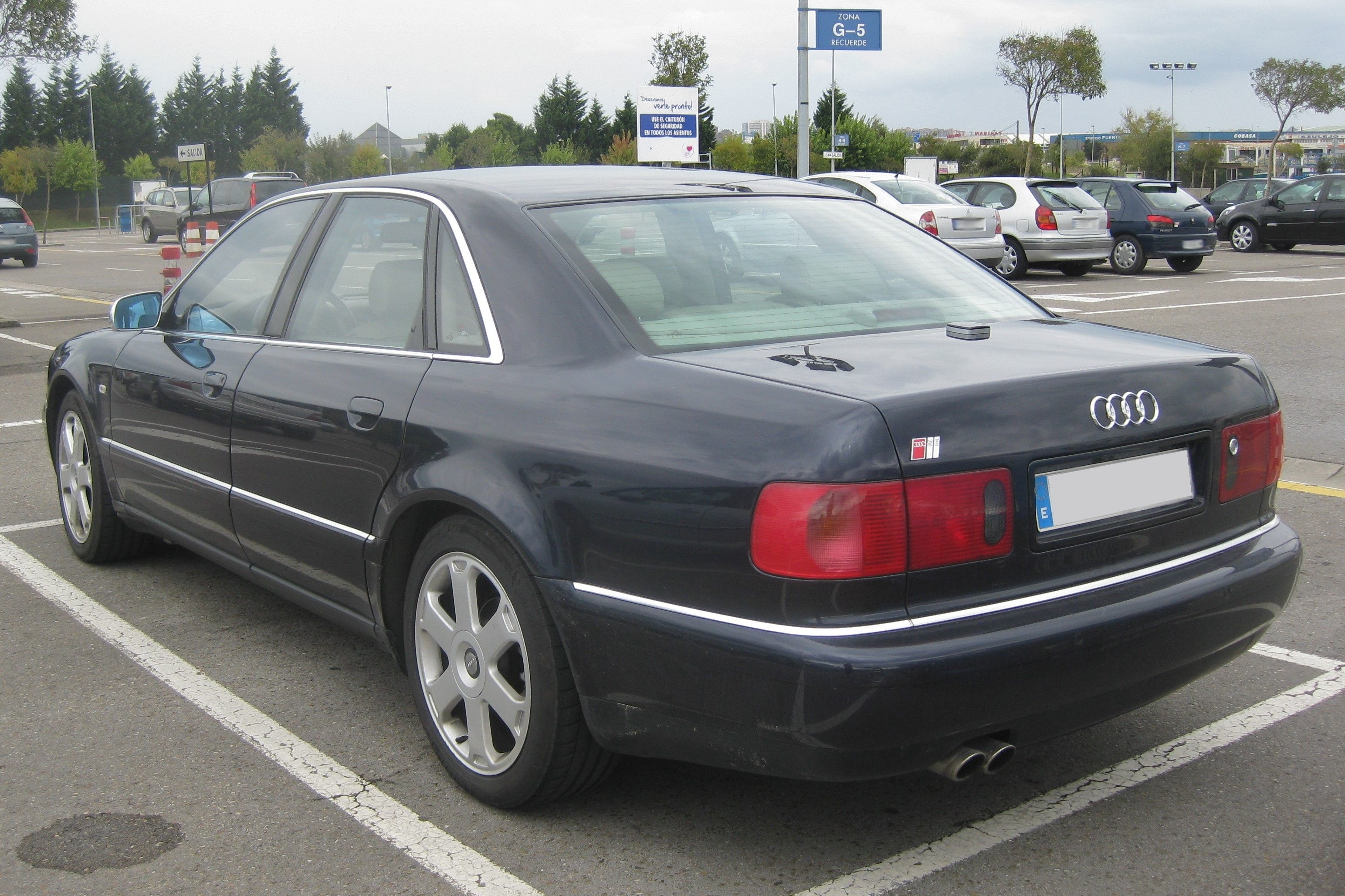
Heckansicht

Die erste Generation des S8 wurde von Juli 1996 bis September 2002 auf dem deutschen Markt angeboten. Sie besaß einen 4,2-l-V8-Motor mit 250 kW (340 PS) – der ab Juni 1999 265 kW (360 PS) leistete – und war ausschließlich mit dem permanenten quattro-Allradantrieb mit Torsen-Mittendifferential erhältlich.
Als Getriebe war wahlweise ein Fünf-Gang-Automatikgetriebe mit Tiptronicfunktion, dynamischem Schaltprogramm (DSP) und Sportprogramm oder ein 6-Gang-Schaltgetriebe erhältlich, das den Audi S8 im Segment der sportlichen Oberklassenlimousinen einzigartig machte. Zum Zeitpunkt der Markteinführung war er die stärkste Allradlimousine der Welt.

### Motoren und Technische Daten
Der Motor basiert auf dem V8-Motor des Audi A8 mit 220 kW (300 PS). Dem S8 stehen bei einer Motordrehzahl zwischen 2900 und 6000 Umdrehungen pro Minute 90 % seines maximalen Drehmoments zur Verfügung.
| Audi                       | S8                    | S8                    |
| -------------------------- | --------------------- | --------------------- |
| Motor                      | AHC / AKH             | AQH / AVP             |
| Bauzeit                    | 1996–1999             | 1999–2002             |
| Motorbauart                | Achtzylinder-V-Motor  | Achtzylinder-V-Motor  |
| Ventile pro Zylinder       | 4                     | 5                     |
| Nockenwellen               | 4 obenliegend         | 4 obenliegend         |
| Hubraum                    | 4172 cm³              | 4172 cm³              |
| Leistung                   | 250 kW (340 PS)       | 265 kW (360 PS)       |
| Drehmoment                 | 410 Nm bei 3500/min   | 430 Nm bei 3400/min   |
| Höchstgeschwindigkeit      | 250 km/h (abgeregelt) | 250 km/h (abgeregelt) |
| Beschleunigung, 0–100 km/h | 5,5 (6,8) (1) s       | 5,4 (6,6) (1) s       |
| Beschleunigung, 0–200 km/h | 23,4 s                | 21,3 s                |
| Abgasnorm                  | EU3                   | EU3                   |
| CO2-Emission               | 343 (358) (1) g/km    | 329 (334) (1) g/km    |

Weitere Leistungswerte
- 1996 bis 1999
  - 1 km mit stehendem Start: 25,5 s
  - Leistungsgewicht: 5,0882 kg pro PS

- 1999 bis 2002
  - Leistungsgewicht: 4,8055 kg pro PS
  - Elastizität: 5. Gang, 60–120 km/h: 10,8 s

Bremsweg (aus 100 km/h)
- kalt: 40,2 Meter
- warm: 38,2 Meter

Reifen/Räder
- Aluminium-Gussräder, Avus-Design 8 J x 18
- 245/45 ZR 18

Tankinhalt
- 90 l, wahlweise Super oder Super plus

Gepäckraumvolumen
- 525 l; optional mit Durchladesystem für lange Gegenstände, z. B. bis zu vier Paar Ski

Bremssystem
- Diagonal Zweikreissystem, Antiblockiersystem (ABS) mit elektronischer Bremskraftverteilung (EBV)
- vorn und hinten innenbelüftete Scheibenbremsen
- vorn: Vier-Kolben-Festsattelbremse

### Sicherheit
Der Audi S8 bietet mehrere Sicherheitssysteme:
- ABS mit EBV, EDS, ASR, ESP
- Fahrer- und Beifahrerairbag, vier seitliche Airbags sowie den sogenannten Sideguard, den seitlichen Kopfairbag
- Audi Space Frame Aluminiumkarosserie (ASF) mit erhöhter Steifigkeit, Seitenaufprallschutz sowie Rippen- und Beckenschutzpolster in den Türen
- permanenter Allradantrieb quattro

### Fahrleistungen im Vergleich zu anderen Sport-/Luxusmodellen
Der V8-Motor mit 250 kW des Audi S8 hatte ausreichend Leistung, um im Beschleunigungssprint bis 100 km/h dem Porsche 993 Carrera 2 eine Zehntelsekunde abzunehmen. Die V8-Variante mit 265 kW (360 PS) war sogar um zwei Zehntelsekunden schneller.
Die Fahrleistungen seines direkten Kontrahenten, des Mercedes-Benz S 55 AMG mit 265 kW (360 PS), übertreffen die des Audis mit Tiptronic um eine gute Sekunde; im direkten Vergleich zwischen S 55 AMG und dem Audi S8 mit Schaltgetriebe liegen beide gleichauf. Als AMG im Jahre 2002 dem S 55 AMG einen Kompressor verbaute – wodurch die Leistung auf 368 kW (500 PS) gesteigert wurde und ein maximales Drehmoment von 700 Nm brachte – konnte er die 5-Sekunden-Grenze unterbieten und war somit deutlich schneller.
Neben dem S 55 AMG gab es auch noch eine weitere Sportluxuslimousine, den auf der Basis des BMW 7er der Baureihe E38 gebauten Alpina B12. Dieser erreichte trotz seines über 5,6 Liter großen Zwölfzylinders (später mit 6 Liter Hubraum) zwar nicht dieselben Beschleunigungswerte, überzeugte jedoch nach der Modellüberarbeitung von 1999 mit einer Höchstgeschwindigkeit von über 291 km/h. Der Alpina B12 trug lange Zeit den Titel der schnellsten Serienlimousine der Welt, was ihn nicht zuletzt aufgrund seiner geringen Stückzahlen noch exklusiver machte als den Audi S8.

## S8 (Typ D3, 2006–2010)
Die zweite Generation wurde zwischen Mitte 2006 und Anfang 2010 auf dem deutschen Markt angeboten.
Der V10-Motor des Audi S8 verfügt über 5,2 Liter Hubraum, die Leistung beträgt 331 kW (450 PS). Die Leistungsentfaltung wurde auf Durchzugskraft ausgelegt. Damit erreicht der V10 sein maximales Drehmoment von 540 Nm zwischen 3000 und 4000/min. Entgegen anderslautenden Gerüchten ist der 5,2-Liter-V10 des S8 eine Neu- und Eigenentwicklung auf Basis des V8-FSI-Motor (nicht RS4-B7-Motor, sondern der normale V8-FSI-Motor) von Audi und basiert nicht auf dem 5,0-Liter-V10 des bis 2008 gebauten Lamborghini Gallardo. Der Motor dieses S8 wird in einer leistungsgesteigerten Variante auch im seit 2008 gefertigten Lamborghini Gallardo LP 560-4 verbaut.
Karosserieseitig unterscheidet sich der S8 kaum vom „normalen“ A8. Auffällig sind die Außenspiegel in Aluminiumoptik und der mit verchromten Vertikalstreben versehene Singleframe-Kühlergrill. Zusätzlich sind an der Front Wabengitter links und rechts sowie eine einzig dem S8 vorbehaltene ausgeprägtere Stoßstange verbaut. Am Heck ist der S8 an den zwei ovalen Doppel-Endrohren und dem in die Kofferraumklappe integrierten Heckspoiler zu erkennen.
Die Serienausstattung umfasst ein Multifunktions-Sportlederlenkrad, Komfortklimaautomatik, Geschwindigkeitsregelanlage, elektrisch einstellbare Vordersitze, schlüsselloser Zugang mit Motorstartknopf, Doppelverglasung, Sitzheizung vorn und hinten, ein DVD-Navigationssystem, ein Surround-Sound-System mit CD-Wechsler sowie Lederbezug für Sitze, Mittelkonsole und Türarmauflagen. Serie ist außerdem das „adaptive light“ genannte Lichtkonzept der Frontscheinwerfer mit Xenon-Scheinwerfern, Abbiege- und Kurvenlichtfunktion sowie verbrauchsarmem LED-Tagfahrlicht.

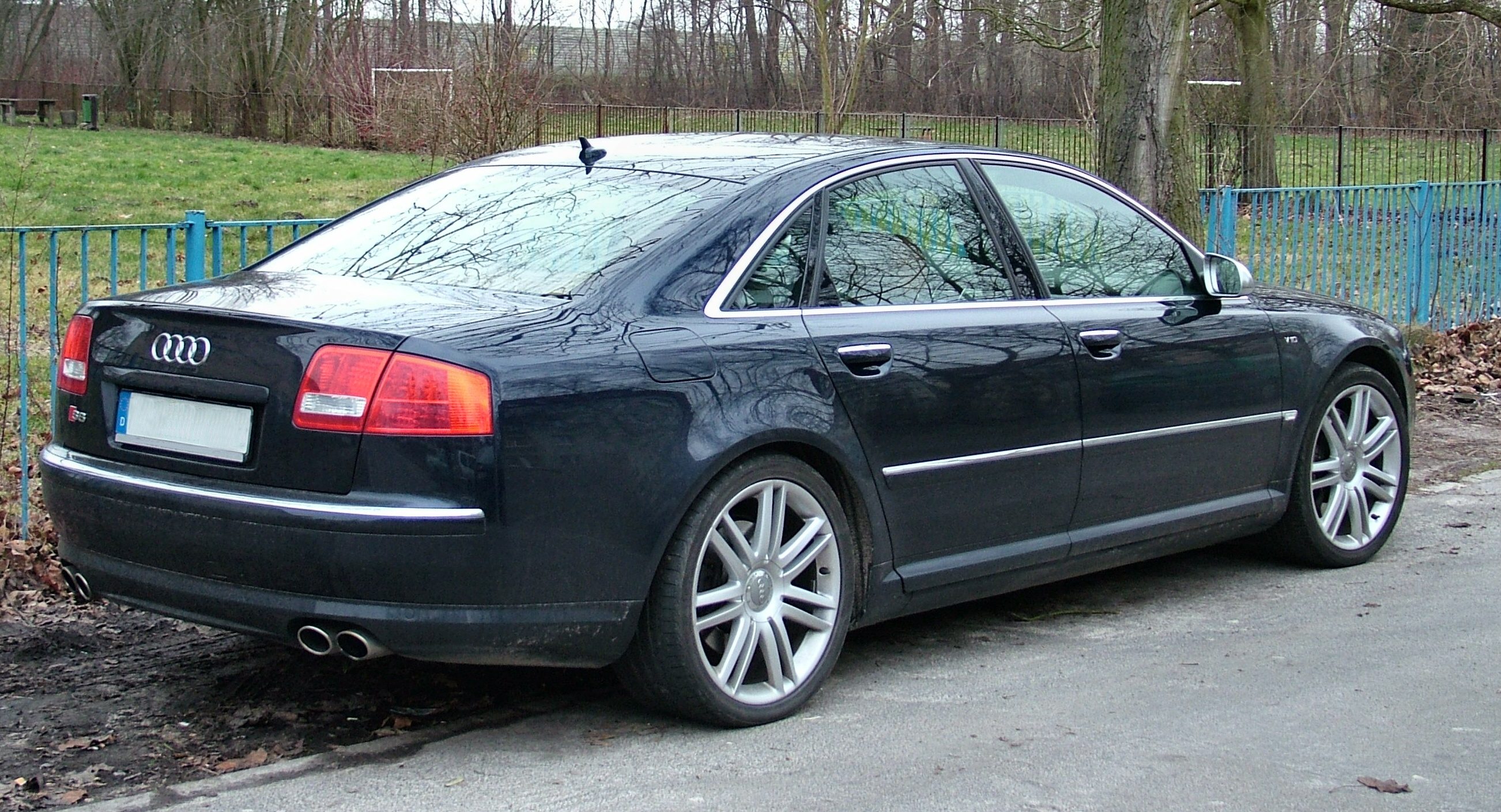
Heckansicht
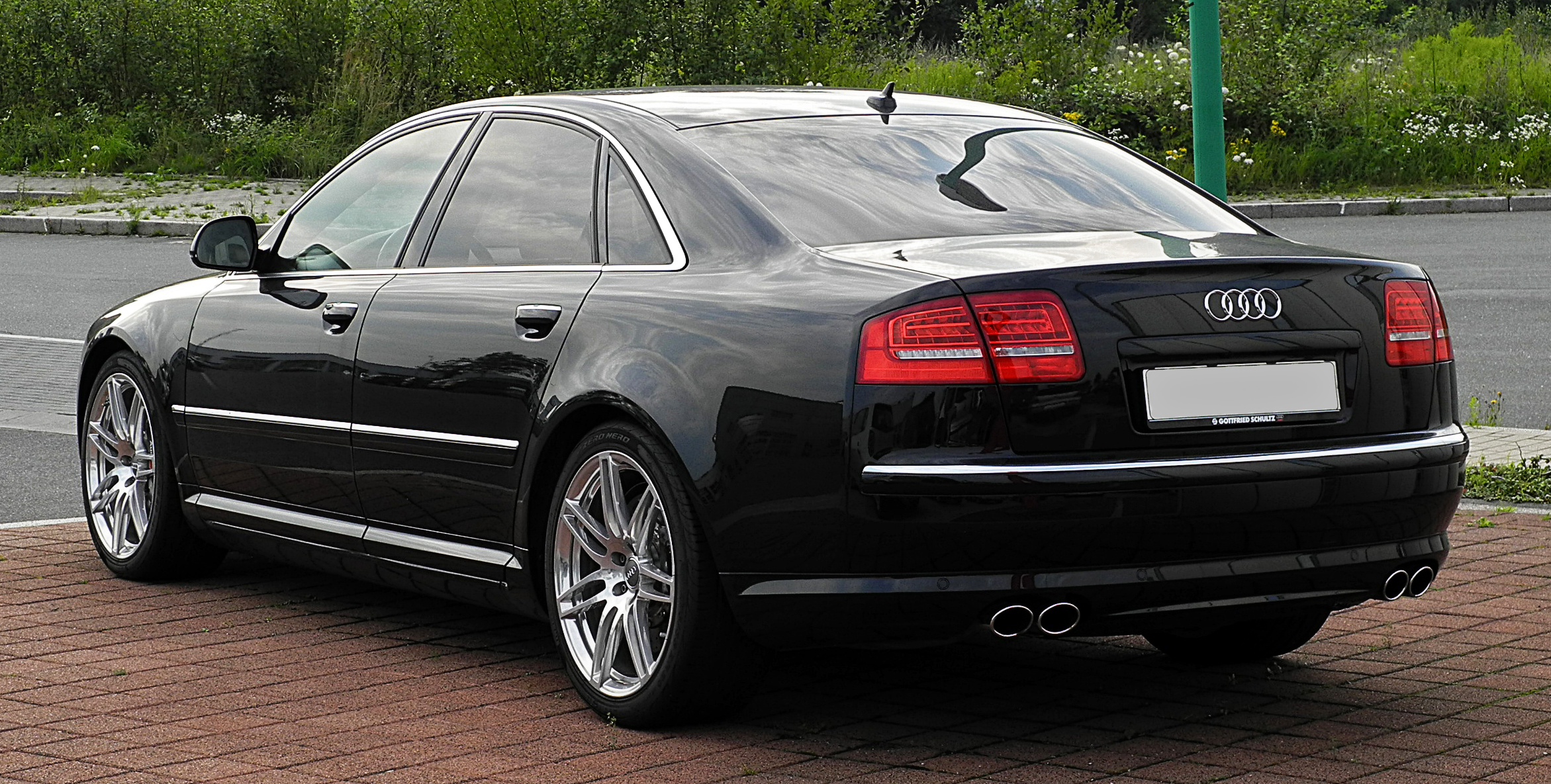
Audi S8 (2008–2010)
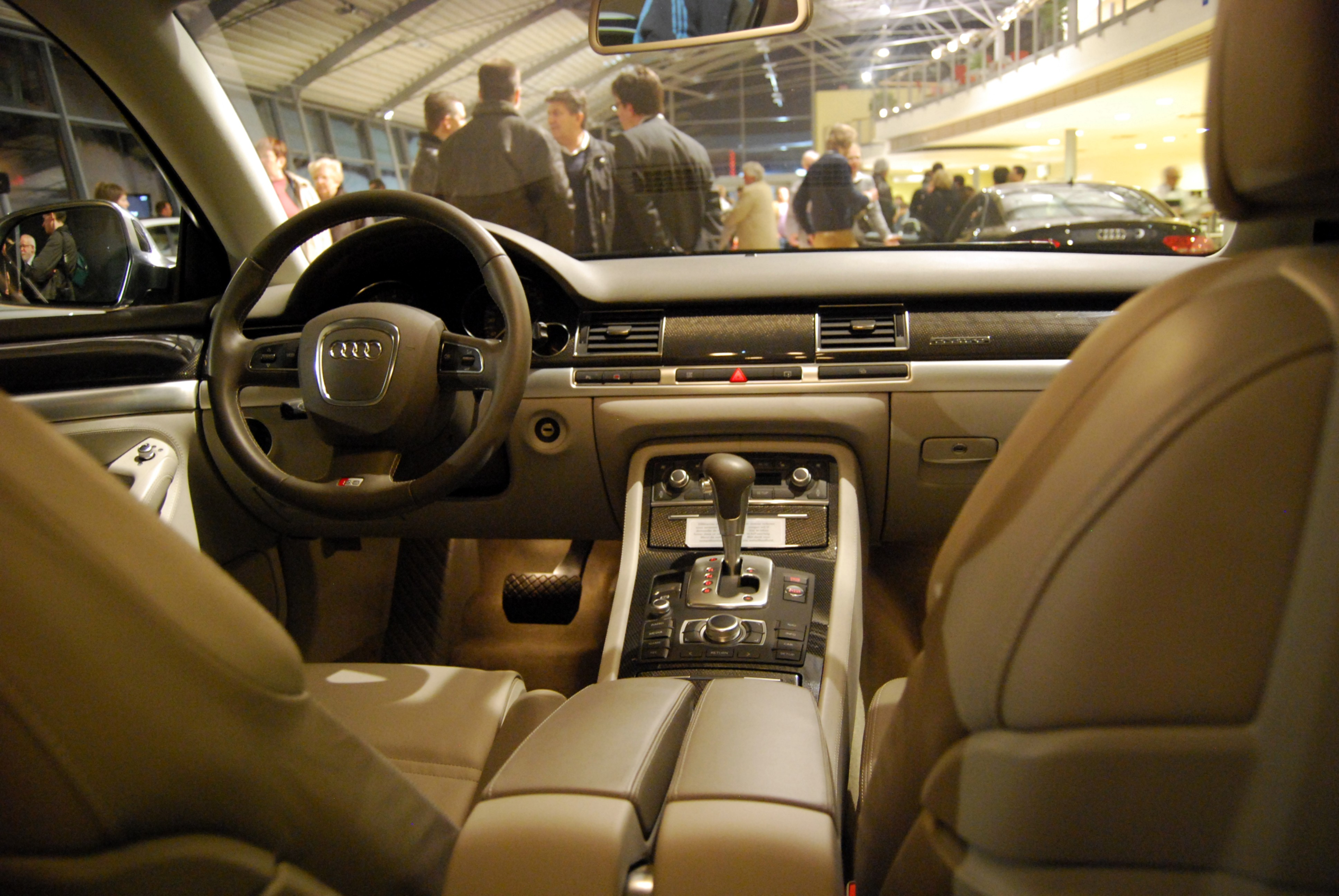
Armaturenbrett (2009)

### Technische Daten
| Audi                       | S8                             |
| -------------------------- | ------------------------------ |
| Motorbauart                | Zehnzylinder-V 90°             |
| Hubraum                    | 5204 cm³                       |
| Leistung                   | 331 kW (450 PS) bei 7000 min−1 |
| Drehmoment                 | 540 Nm bei 3500 min−1          |
| Höchstgeschwindigkeit      | 250 km/h (abgeregelt)          |
| Beschleunigung, 0–100 km/h | 5,1 s                          |
| Verbrauch                  | 13,4 l/100 km                  |
| Tankinhalt                 | 90 l Super plus                |
| Abgasnorm                  | EU4                            |
| CO2-Emission               | 319 g/km                       |
| Leergewicht                | 1940 kg                        |

Reifen/Räder
Aluminium-Gussräder, S Design, 9 J x 20
265/35 R 20 bzw. 275/35 R 20
Gepäckraumvolumen
500 l; optional mit Durchladesystem für lange Gegenstände, z. B. bis zu vier Paar Ski
Bremssystem
Diagonal-Zweikreissystem, Antiblockiersystem (ABS) mit Elektronischer Bremskraftverteilung (EBV), Bremskraftverstärker
vorn und hinten innenbelüftete Scheibenbremsen
vorne: Doppelkolbenbremssättel
Parkbremse: elektromechanische Feststellbremse
Optional: Carbon-Keramik-Bremsanlage

## S8 (Typ D4, 2012–2017)
Im September 2011 wurde auf der IAA in Frankfurt die dritte Generation des Audi S8 gezeigt, die im April 2012 in den Handel kam.
Anstatt eines V10-Saugmotors wie beim Vorgänger wird jetzt ein neuer 4,0-l-V8 mit Biturboaufladung genutzt, der auf 382 kW (520 PS) (vorher 331 kW) und auf ein Drehmoment von 650 Nm (vorher 540 Nm) zurückgreifen kann – dieses liegt dank der Aufladung schon zu einem ziemlich frühen Zeitpunkt an. Gegenüber dem Vorgänger haben sich auch die Fahrleistungen verbessert, von 0 auf 100 km/h soll der neue Audi S8 4,2 Sekunden brauchen. Die Zylinderabschaltung im Teillastbereich soll den Verbrauch und den Schadstoffausstoß senken, den durchschnittlichen Verbrauch gibt Audi mit 10,1 l Super auf 100 km an. Das einzig vergleichbare Modell mit einem ähnlichen Verbrauch ist der Mercedes-Benz S 63 AMG mit 430 kW (10,1 – 10,3 l Super Plus).
Weitere mit dem Audi S8 vergleichbare Modelle sind: Porsche Panamera Turbo S (4,8-l-V8, 405 kW), Jaguar XJ 5.0 V8 Supersport (5,0-l-V8, 375 kW) sowie der BMW 750i (4,4-l-V8, 331 kW).

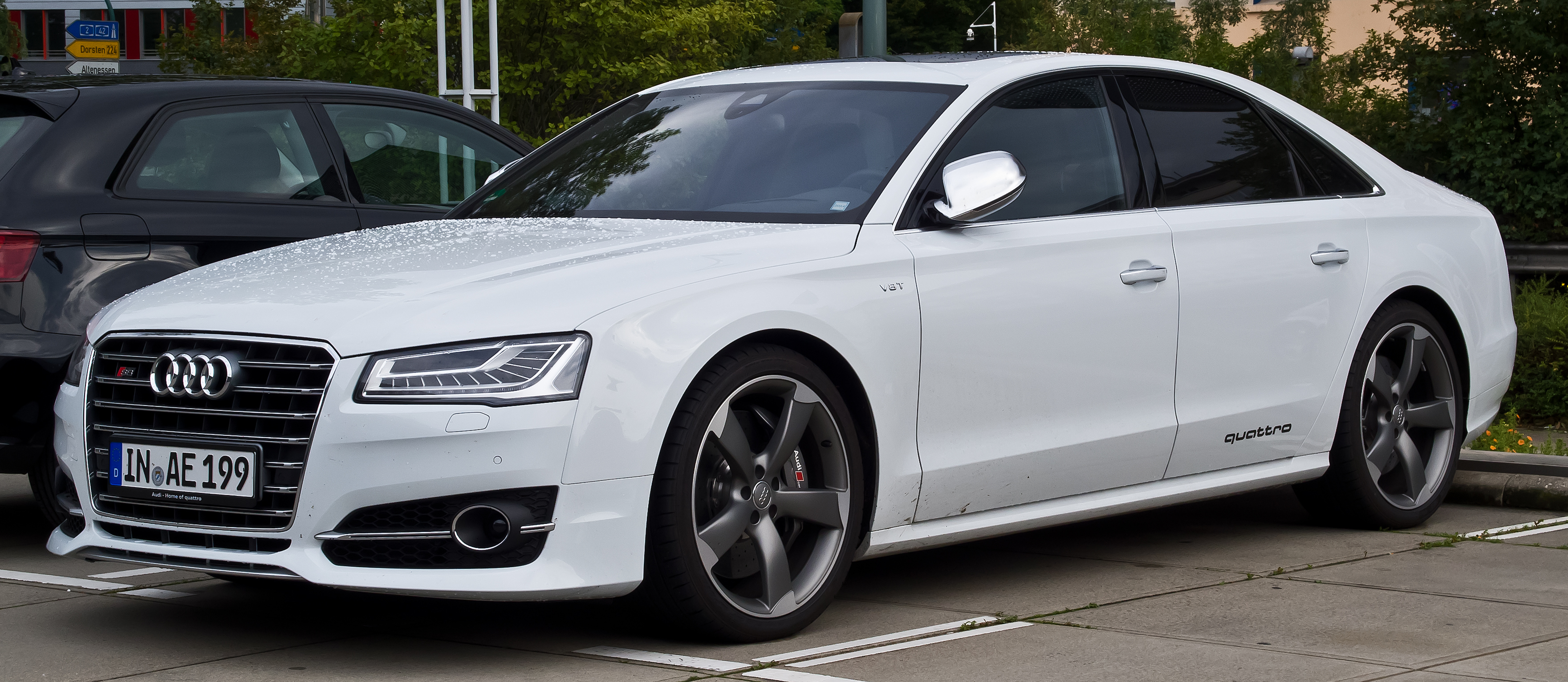
Audi S8 (2013–2017)
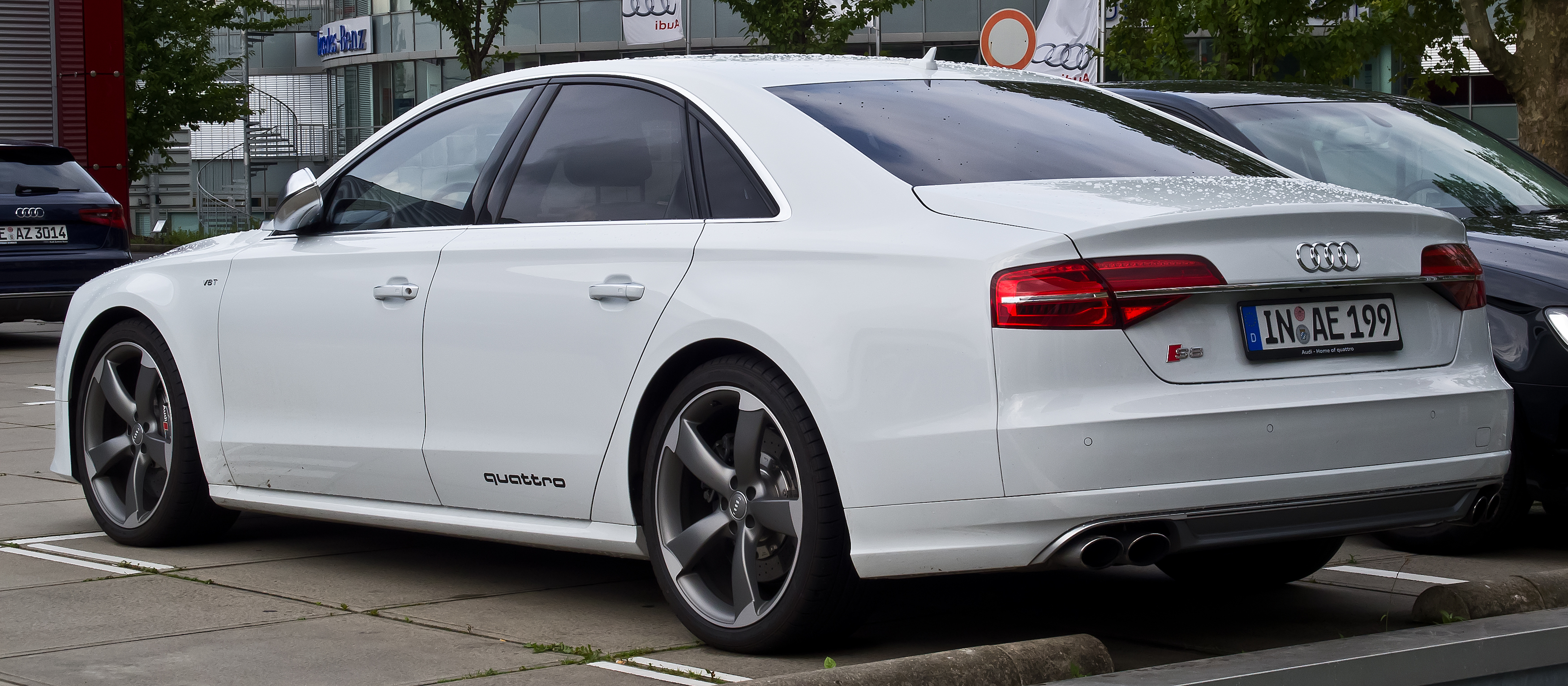
Heckansicht
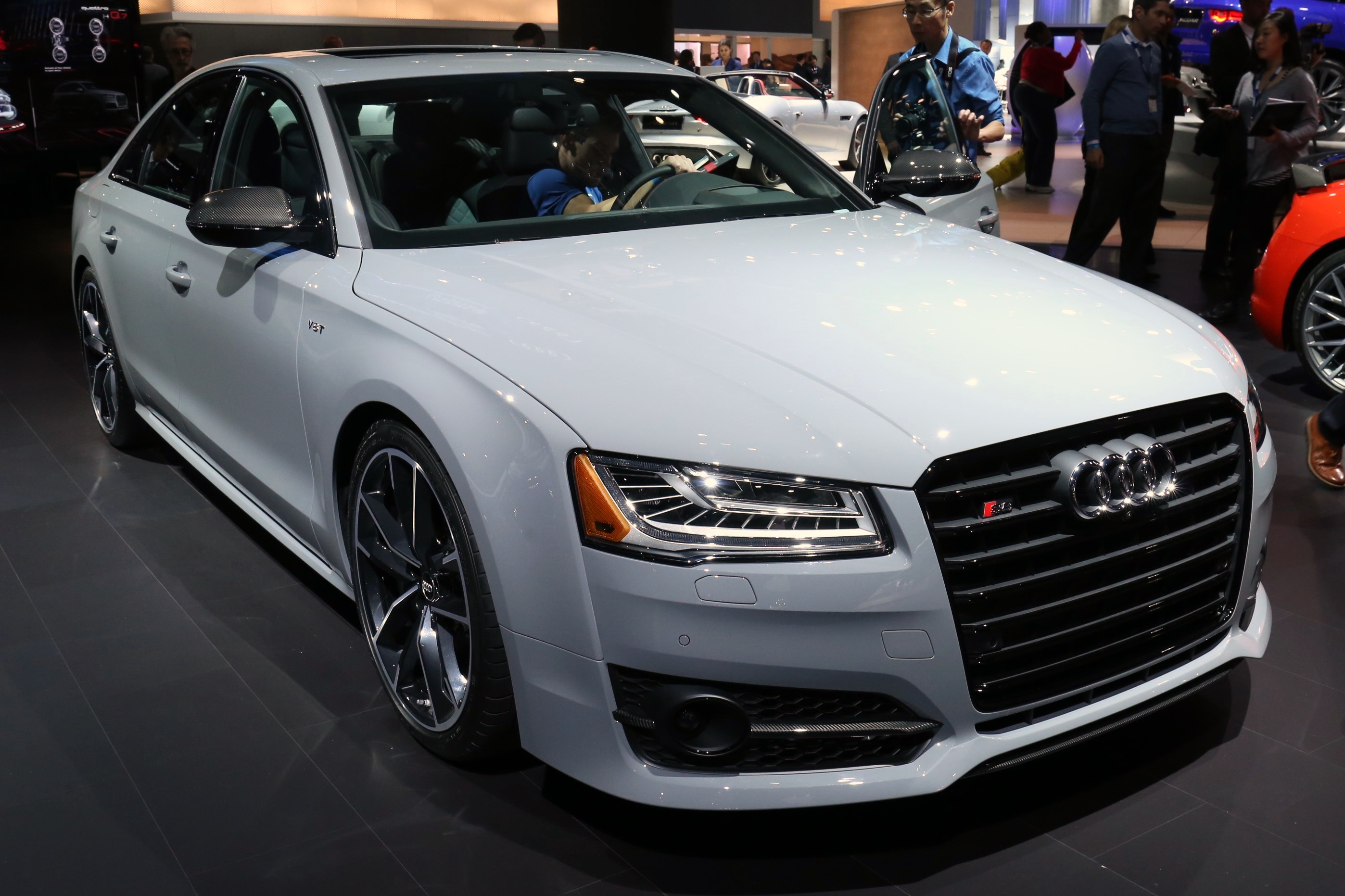
Audi S8 plus (2015–2017) mit orangen Blinkereinsätzen für den US-Markt
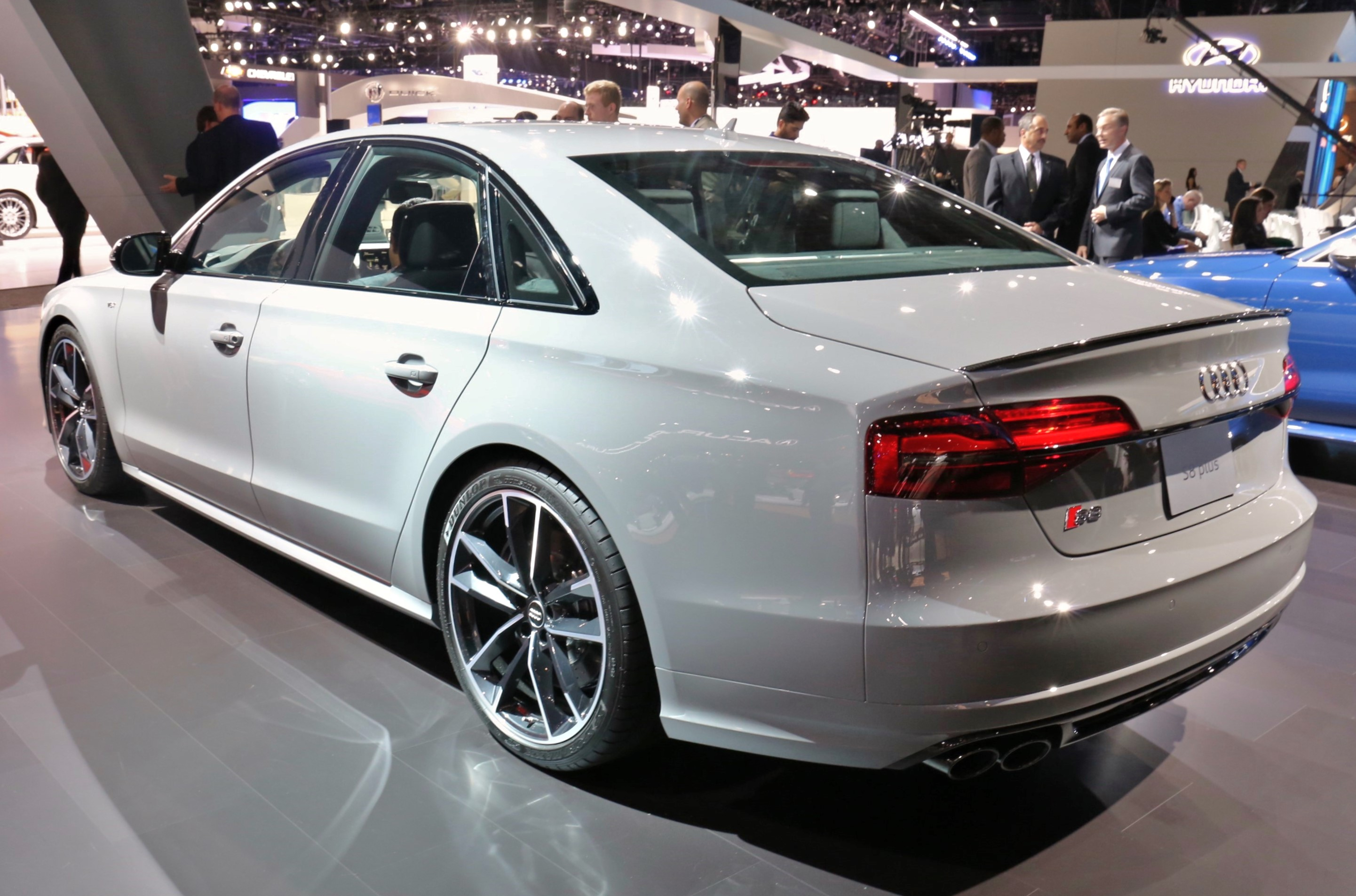
Heckansicht

### Technische Daten
|                                                | S8 4.0 TFSI          | S8 plus 4.0 TFSI          |
| ---------------------------------------------- | -------------------- | ------------------------- |
| Bauzeitraum                                    | 04/2012–09/2017      | 09/2015–09/2017           |
| Motorart                                       | Ottomotor            | Ottomotor                 |
| Motortyp                                       | V-Bauart             | V-Bauart                  |
| Motoraufladung                                 | Bi-Turbolader        | Bi-Turbolader             |
| Gemischaufbereitung                            | Direkteinspritzung   | Direkteinspritzung        |
| Lastpunktverschiebung                          | Zylinderabschaltung  | Zylinderabschaltung       |
| Hubraum                                        | 3993 cm³             | 3993 cm³                  |
| Zylinder/Ventile                               | 8/32                 | 8/32                      |
| max. Leistung bei min−1                        | 382 kW (520 PS)/6000 | 445 kW (605 PS)/6100–6800 |
| max. Drehmoment bei min−1                      | 650 Nm/1700–5500     | 750 Nm/2500–5500          |
| Antriebsart, serienmäßig                       | Allradantrieb        | Allradantrieb             |
| Getriebeart, serienmäßig                       | 8-Gang-tiptronic     | 8-Gang-tiptronic          |
| Leergewicht                                    | 2050–2065 kg         | 2065 kg                   |
| maximale Zuladung                              | 600 kg               | 600 kg                    |
| Beschleunigung, 0–100 km/h                     | 4,1–4,2 s            | 3,8 s                     |
| Höchstgeschwindigkeit                          | 250 km/h (1)         | 305 km/h                  |
| Kraftstoffverbrauch / 100 km innerorts (NEFZ)  | 13,2 l Super Plus    | 13,7 l Super Plus         |
| Kraftstoffverbrauch / 100 km außerorts (NEFZ)  | 7,2 l Super Plus     | 7,9 l Super Plus          |
| Kraftstoffverbrauch / 100 km kombiniert (NEFZ) | 9,4 l Super Plus     | 10,0 l Super Plus         |
| CO2-Emission, kombiniert                       | 225–235 g/km         | 231 g/km                  |
| Abgasnorm nach EU-Klassifikation               | Euro 6 (2)           | Euro 6                    |

## S8 (Typ D5, seit 2019)
Anfang Juli 2019 präsentierte Audi eine Neuauflage des S8 auf Basis des A8 D5. Angetrieben wird die Sportversion von einem Vierliter-V8-Biturbo-Ottomotor mit 420 kW (571 PS). Eine überarbeitete Version wurde im November 2021 vorgestellt.

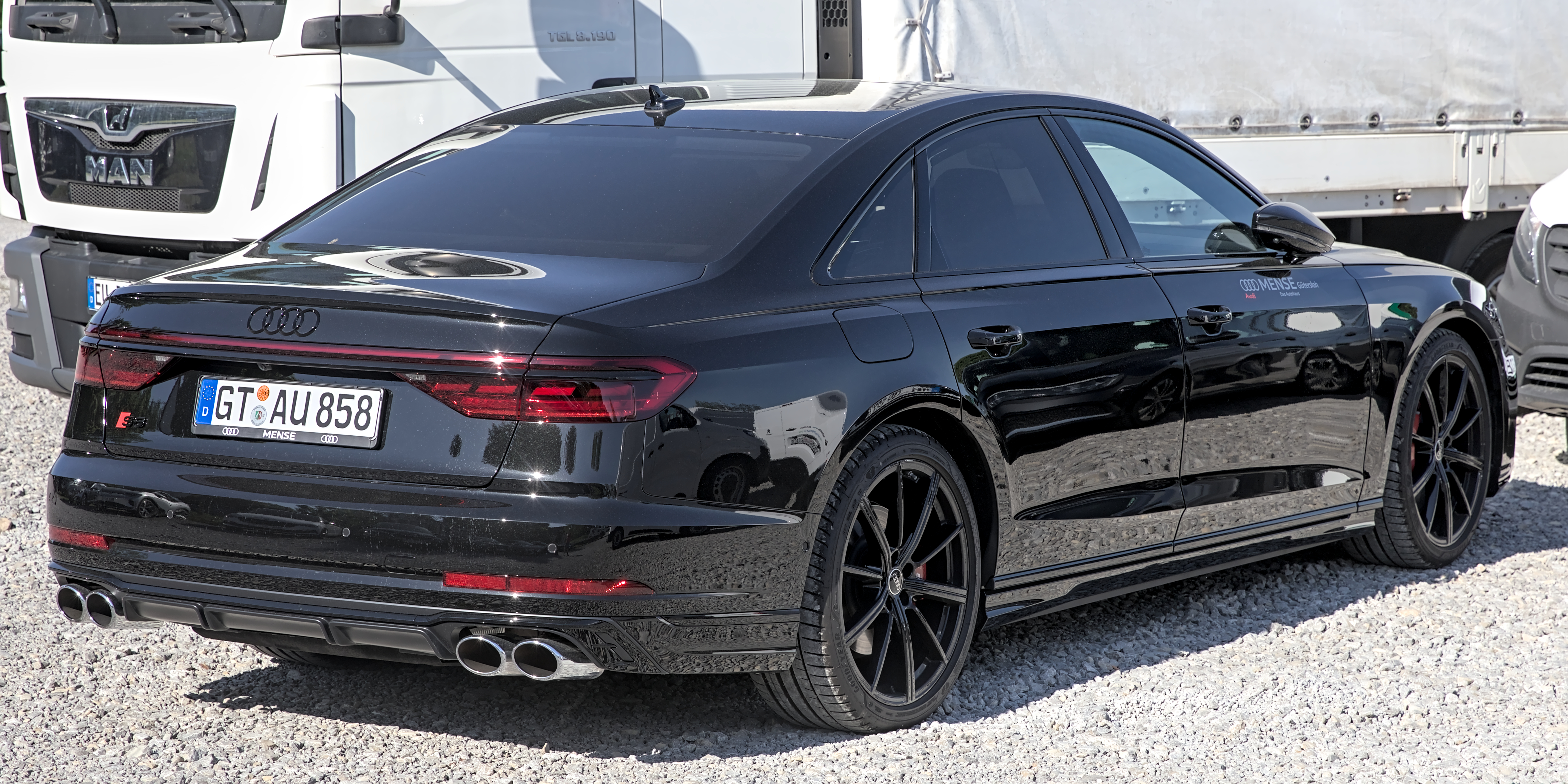
Audi S8 (seit 2021)

### Technische Daten
|                                            | S8 TFSI                  | S8 TFSI                  | S8 TFSI                  | S8 TFSI                  |
| ------------------------------------------ | ------------------------ | ------------------------ | ------------------------ | ------------------------ |
| Bauzeitraum                                | 11/2019–10/2020          | 10/2020–11/2021          | 12/2021–07/2023          | seit 07/2023             |
| Motorart                                   | Ottomotor                | Ottomotor                | Ottomotor                | Ottomotor                |
| Motortyp                                   | V-Bauart                 | V-Bauart                 | V-Bauart                 | V-Bauart                 |
| Motoraufladung                             | Biturbolader + MHEV      | Biturbolader + MHEV      | Biturbolader + MHEV      | Biturbolader + MHEV      |
| Gemischaufbereitung                        | Benzindirekteinspritzung | Benzindirekteinspritzung | Benzindirekteinspritzung | Benzindirekteinspritzung |
| Hubraum                                    | 3996 cm³                 | 3996 cm³                 | 3996 cm³                 | 3996 cm³                 |
| Zylinder/Ventile                           | 8/32                     | 8/32                     | 8/32                     | 8/32                     |
| max. Leistung bei min−1                    | 420 kW (571 PS)/6000     | 420 kW (571 PS)/6000     | 420 kW (571 PS)/6000     | 420 kW (571 PS)/6000     |
| max. Drehmoment bei min−1                  | 800 Nm/2000–4500         | 800 Nm/2050–4500         | 800 Nm/2050–4500         | 800 Nm/2050–4500         |
| Antriebsart, serienmäßig                   | Allradantrieb            | Allradantrieb            | Allradantrieb            | Allradantrieb            |
| Getriebeart, serienmäßig                   | 8-Gang-tiptronic         | 8-Gang-tiptronic         | 8-Gang-tiptronic         | 8-Gang-tiptronic         |
| Leergewicht                                | 2305 kg                  | 2305 kg                  | 2295 kg                  | 2295 kg                  |
| maximale Zuladung                          | 530 kg                   | 530 kg                   | 540 kg                   | 540 kg                   |
| Beschleunigung, 0–100 km/h                 | 3,8 s                    | 3,8 s                    | 3,8 s                    | 3,8 s                    |
| Höchstgeschwindigkeit                      | 250 km/h (1)             | 250 km/h (1)             | 250 km/h (1)             | 250 km/h (1)             |
| Kraftstoffverbrauch auf 100 km, kombiniert | 11,3 l Super             | 10,7 l Super             | 11,5 l Super             | 11,4–11,7 l Super        |
| CO2-Emission, kombiniert                   | 258 g/km                 | 245 g/km                 | 261 g/km                 | 258–265 g/km             |
| Abgasnorm nach EU-Klassifikation           | Euro 6d-TEMP-EVAP-ISC    | Euro 6d-ISC-FCM          | Euro 6d-ISC-FCM          | Euro 6e                  |